# Giovanni di Balduccio

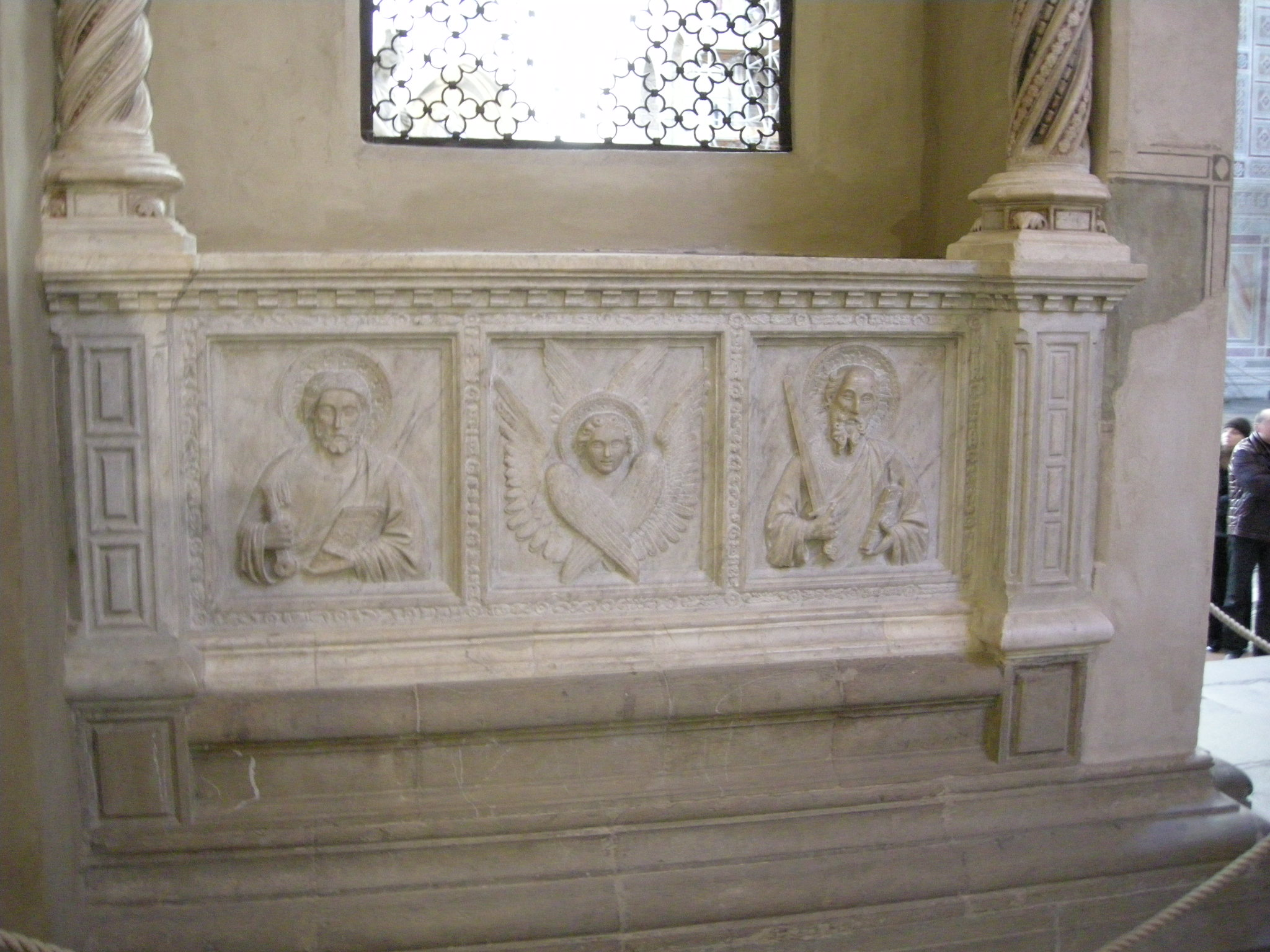
Von Balduccio gestalteter Sarkophag in der Cappella Baroncelli, 1327

Giovanni di Balduccio war ein italienischer Bildhauer, der in der ersten Hälfte des 14. Jahrhunderts in der Lombardei und der Toskana arbeitete.
1317 ist er erstmals nachgewiesen, als Schüler von Andrea Pisano arbeitete er am Dom in Pisa. Sein erstes signiertes Werk, um 1330–32 datiert, ist die Kanzel in der Kirche der Misericordia von San Casciano in Val di Pesa (Florenz). Es folgen Arbeiten für verschiedene Grabmäler in Sarzana und Florenz, wie zwei Halbfiguren in flachem Relief für den Sarkophag von Lapo di Giovanni Gavacciani († 1338) im Chiostro dei Morti von Santo Spirito, dass Wilhelm Reinhold Valentiner in einem monografischen Artikel von 1935 erstmals Balduccios Werkstatt zuschrieb.
Stilistisch den Sarkophagreliefs ähnlich waren Valentiner auch die Reliefs in den zugemauerten Bögen von Orsanmichele in Florenz: die zwölf Apostel, auf etwa 45 × 40 cm großen Tafeln, um 1334–36 datierte Halbfiguren ragen aus Vierpassrahmen mit eingeschriebenem Quadrat heraus; während vier weitere Reliefs mit Tugendallegorien von aufrecht gestreckten Vierpässen eingefasst werden (Es sind dies Wahrheit, Armut (heute im Bargello), Gehorsam (Museum von Orsanmichele) und die Nächstenliebe, die sich heute in der National Gallery of Art in Washington befindet). Weiterhin gehören noch zwei Propheten hinzu, die, in Rauten gerahmt mit Blüten in den Dreiecksfeldern der rechteckigen Fassung, um etwa 1400 von unbekannter Hand zu Evangelisten umgearbeitet wurden. Die Texte auf ihren Schriftrollen wurden dafür ersetzt, doch im Gegensatz zu Balduccios bevorzugtem Schriftrelief, die er schon für die Kanzelreliefs verwendete, sind diese aufgrund der fehlenden Materialtiefe als Inschrift umgemeißelt. Dies geschah im Auftrag von Franco Sacchetti (1332/34–1400), den kurz vor seinem Tod die Prozessionen der wandernden, ganz in Weiss gekleideten Bianchi beeindruckt hatten, deren gesanglicher Höhepunkt die Stabat mater. Mit großem Einfluss auf die Gestaltung Orsanmicheles ließ Sachetti den Text der Litanei auf Holz oder Stoff schreiben, um sie über dem Annenaltar anzubringen. Zudem schrieb er die Bianchi zu ehren ein langes Gedicht.
Um 1335 wird er von Azzo Visconti nach Mailand gerufen und führt für diesen die Arca di San Pietro Martire in Sant’Eustorgio aus. Um diese Zeit zählt zu seinen Schülern Bonino da Campione. Nach Viscontis Tod wird Balduccio mit der Errichtung eines Denkmals für ihn betraut, das heute noch teilweise in der Galerie der Marquise Trivulzi in Mailand zu sehen ist. 1349 erhält er einen Ruf als capomaestro nach Pisa, dem er aber nicht folgt. Darauf verliert sich seine Spur.
Kürzlich wurde Giovanni di Balduccio auch der Grabmal des Augustinus von Hippo zugeschrieben, das für die Basilika San Pietro in Ciel d’Oro in Pavia zwischen 1362 und 1365 erbaut wurde. Wahrscheinlich starb Giovanni di Balduccio, wie bereits von Valentiner angenommen, 1349 nicht, sondern blieb bis mindestens 1365 in der Lombardei aktiv.